# Aleksej Dmitrievič Saltykov
Aleksej Dmitrievič Saltykov, in russo Алексей Дмитриевич Салтыков? (San Pietroburgo, 1º febbraio 1806 – Parigi, 23 marzo 1859), è stato un esploratore, diplomatico, scrittore, disegnatore e nobile russo.
Nipote di Nikolaj Ivanovič Saltykov e fratello di Pëtr Dmitrievič Saltykov, fu uno dei più importanti viaggiatori russi dell'Ottocento in Persia e India, al punto da meritarsi il soprannome di "Indiano"

## Biografia
Nato a San Pietroburgo il 1º febbraio 1806, figlio del principe Dmitrij Nikolaevič Saltykov e di sua moglie Anna Nikolaevna Leontyeva. Dopo aver ricevuto la propria formazione scolastica con tutori privati, l'11 dicembre 1823 entrò in servizio come membro del Collegio di Stato degli Affari Esteri e il 22 agosto 1826 gli fu conferito il titolo di nobile; nello stesso anno (9 novembre) viene distaccato per incarichi speciali presso il Segretario di Stato Dmitrij Bludov.
Dopo una breve pausa, il 1 ottobre 1828, il principe fu nominato al servizio di A. P. Butenev, all'epoca chargée d'affaires presso la sede diplomatica di Costantinopoli; un anno e mezzo dopo (3 gennaio 1830) venne trasferito in Grecia con incarichi speciali presso il conte Viktor Nikitič Panin; poco dopo venne nuovamente trasferito al dipartimento per i rapporti diplomatici con l'Asia per poi venire nominato segretario alla missione diplomatica in Grecia ove rimase sino al 1831.
Dopo aver trascorso un breve periodo presso l'ambasciata di Londra (dal 22 novembre 1832), il principe si trasferì volontariamente a quella di Firenze (14 febbraio 1834), e dopo l'abolizione della missione, venne assegnato a quella di Roma (26 febbraio 1836). Infine, il 7 agosto 1838, venne inviato a Teheran, da dove tornò a San Pietroburgo il 4 maggio 1839 e venne nuovamente inviato a Londra. Il 3 ottobre 1840 Saltykov, che non aveva mai avuto alcuna attrazione per la diplomazia, si licenziò da tale servizio su sua richiesta ed iniziò l'attività di diarista ed esploratore che contribuì maggiormente alla sua fama storiografica.

## I viaggi in Oriente
Sin dall'infanzia, Aleksej ebbe un'innata passione per i viaggi, tendenza che si acuì ulteriormente con i suoi incarichi diplomatici all'estero della Russia. Grazie ai significativi feudi e proprietà di cui la sua famiglia disponeva nella provincia di Vladimir, il principe poté quindi intraprendere un viaggio in Oriente dopo il suo licenziamento dal servizio diplomatico. Già sul finire del 1838, quando venne assegnato alla Persia, attraversò il Caucaso e registrò sino al maggio del 1839 i costumi e lo stile di vita degli abitanti di Teheran.
Nel 1841-1843, il principe Saltykov fece il suo primo viaggio in India. Nel 1845-1846 fece un secondo viaggio nella penisola indiana, in particolare toccando le aree centrali e meridionali. Rientrato in Europa, si dedicò a viaggiare per il Vecchio Continente.
Le abitudini che acquisì in Oriente, gli valsero il soprannome di "indiano" anche a motivo dei curiosi abiti che era solito indossare, che erano appunto di fattura persiana o indiana. La sua abitazione divenne un vero e proprio museo di rarità e antichità orientali, e spesso era arredato in quegli stili. Visse un perfetto stile da eremita, passando intere giornate a dipingere schizzi di ciò che aveva visto nel corso dei suoi viaggi. Della sua collezione fece parte anche il Candeliere di Gloucester, oggi parte della collezione del Victoria & Albert Museum.
Morì a seguito di problemi cardiologici a Parigi dove viveva solo. La salma, riportata in patria, venne sepolta come i suoi antenati sotto l'altare della Chiesa dell'Esaltazione della Croce nella tenuta di famiglia del villaggio di Snegirevo, nella provincia di Vladimir.

## Opere
Saltykov pubblicò le sue impressioni sui suoi primi viaggi nel 1849 a Mosca col titolo "Un viaggio in Persia". La descrizione dello stesso viaggio, pubblicata a Parigi in francese, raggiunse le tre ristampe (1851, 1853 e 1854) e, per due volte, venne pubblicata a Varsavia, tradotta dal francese al polacco da Wojciecha Szymanowskiego.
Una descrizione del suo viaggio in India venne data alle stampe nel 1849, poi pubblicata in francese a Parigi nel 1851 con illustrazioni dello stesso Saltykov. La descrizione del suo secondo viaggio nel continente indiano venne data alle stampe per la prima volta a Parigi nel 1848 col titolo "Voyage dans l'Inde, composé de 36 lithographies à deux teintes", con le illustrazioni eseguite dallo stesso principe e pubblicata sempre in Francia in una seconda edizione nel 1850-1852. In russo, senza disegni, l'opera venne pubblicata a Mosca nel 1851 con il titolo: "Lettere dall'India".

Illustrazioni dalle opere di A. D. Saltykov
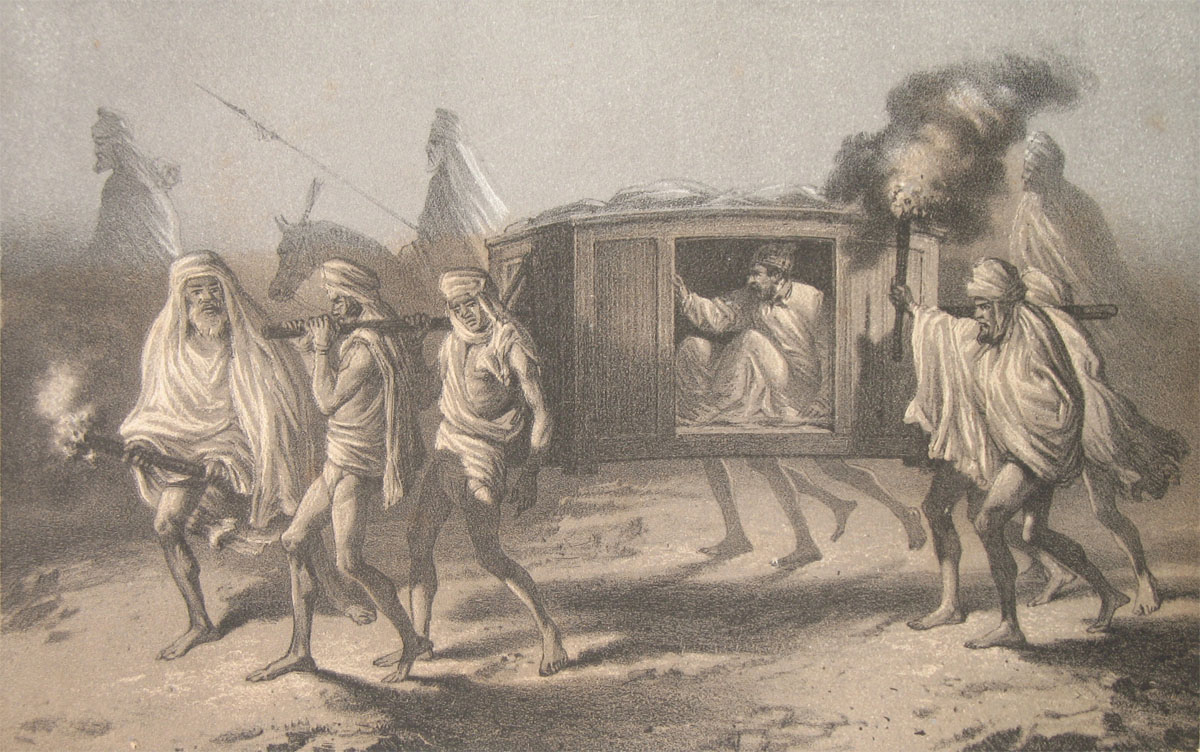
Sulla strada tra Colombo e Kandy, 1848, Lettres sur l’Inde, Paris, Amyot
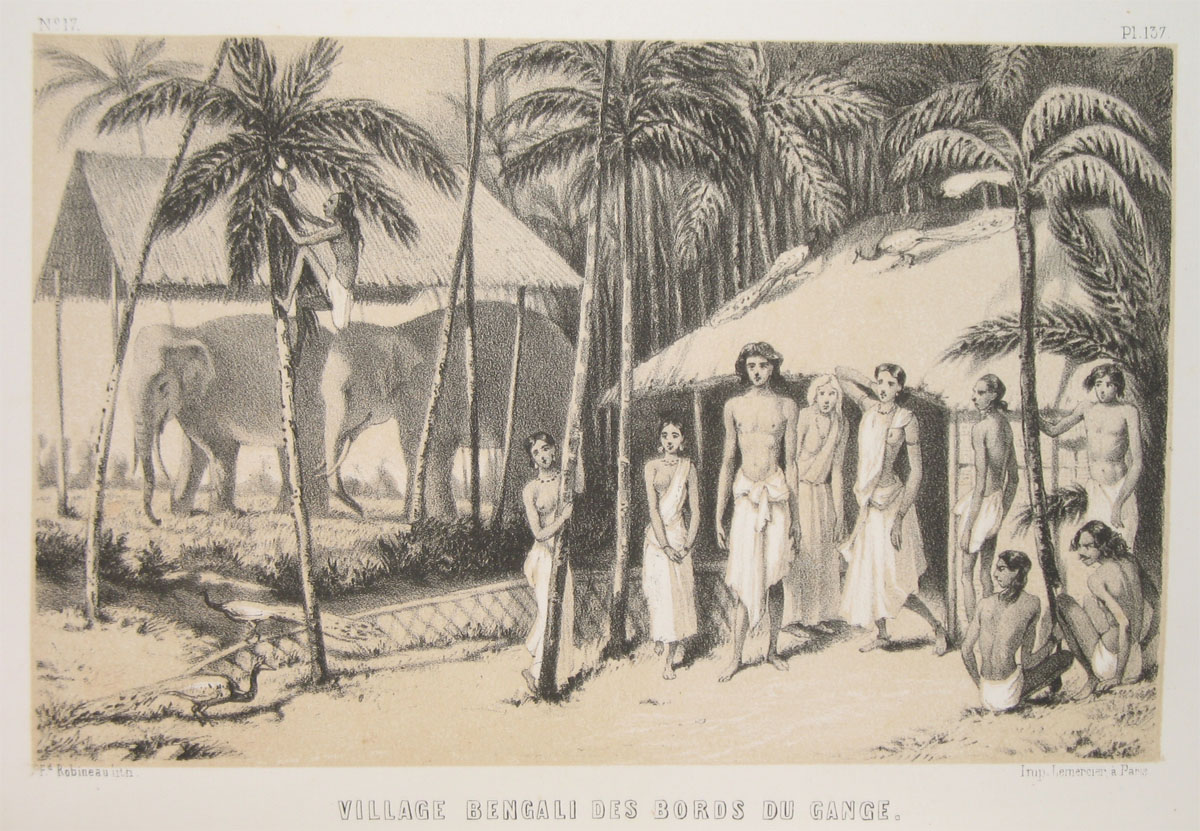
Villaggio del Bengala sulle rive del Gange, 1848, Lettres sur l’Inde, Paris, Amyot
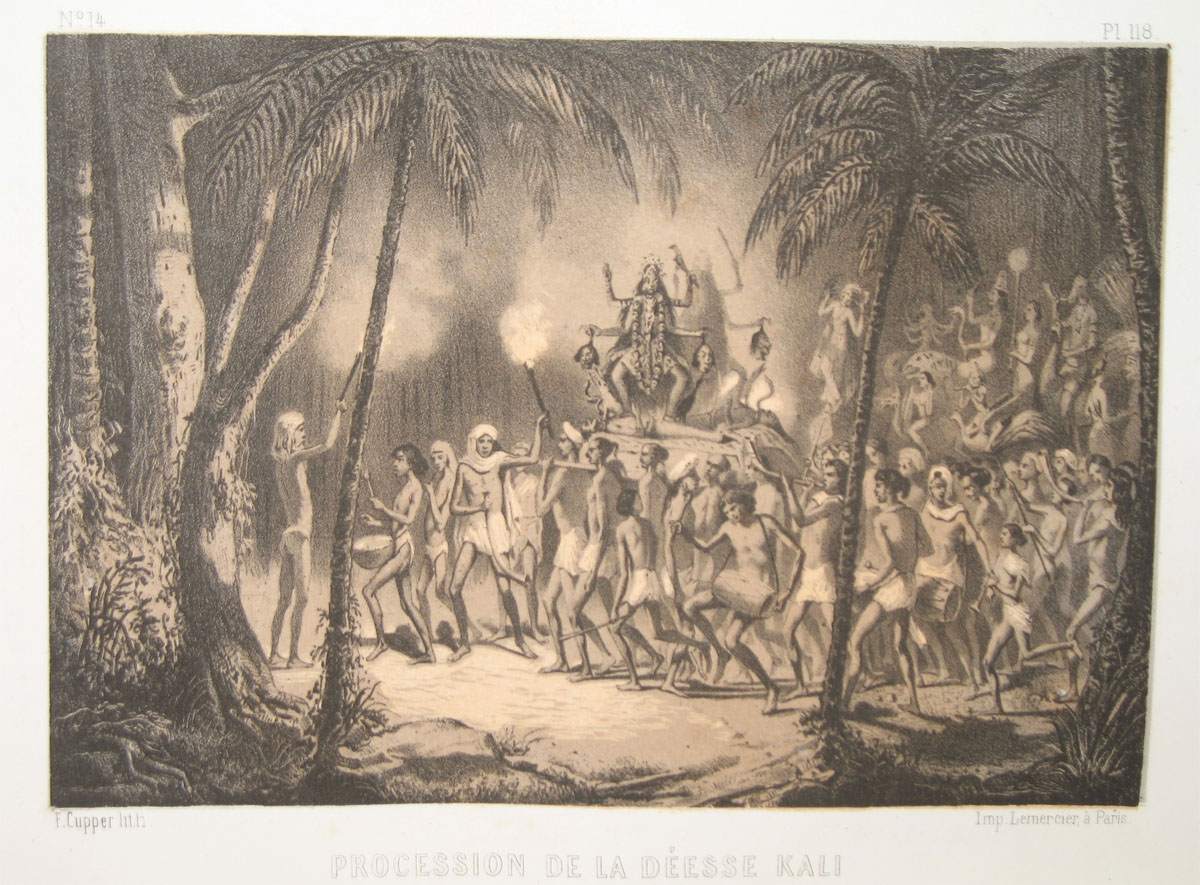
Processione della dea Kali,, 1848, Lettres sur l’Inde, Paris, Amyot
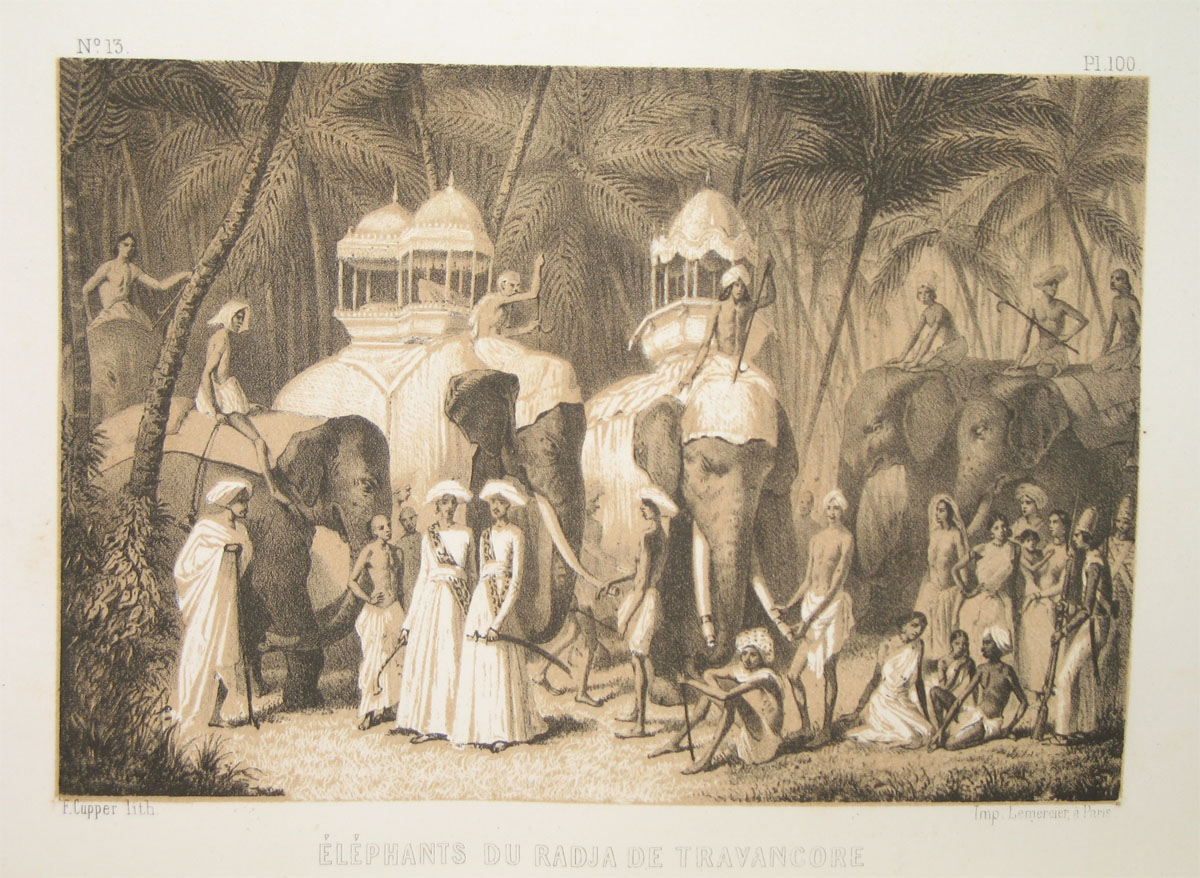
Gli elefanti del rajah di Travancore, 1848, Lettres sur l’Inde, Paris, Amyot
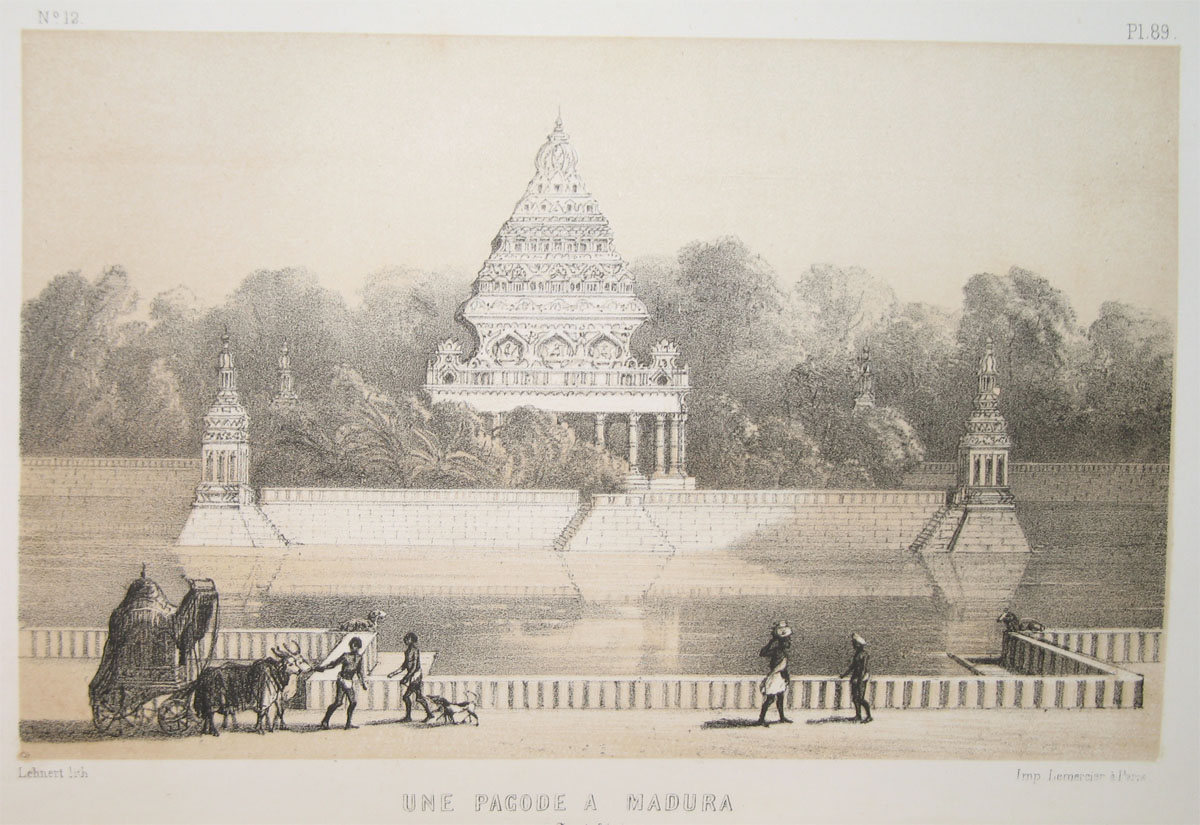
Pagoda, 1848, Lettres sur l’Inde, Paris, Amyot
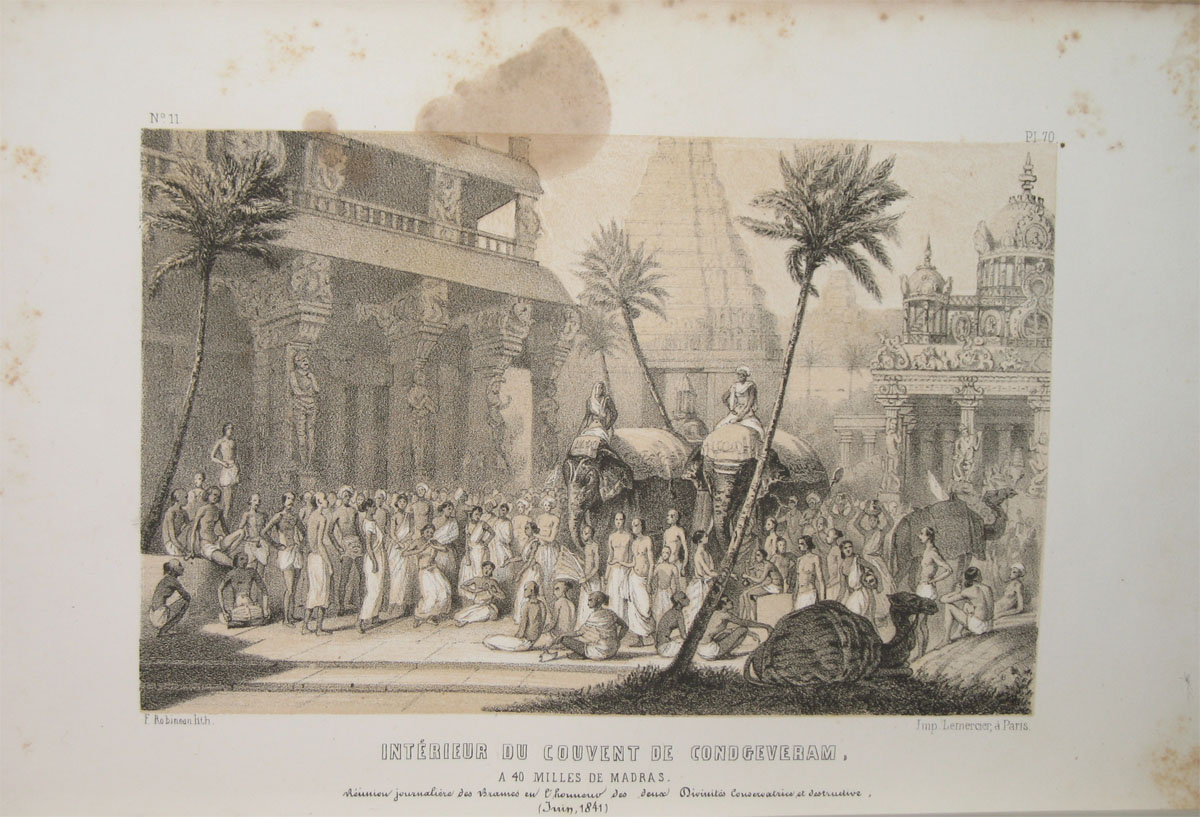
Madras, 1848, Lettres sur l’Inde, Paris, Amyot
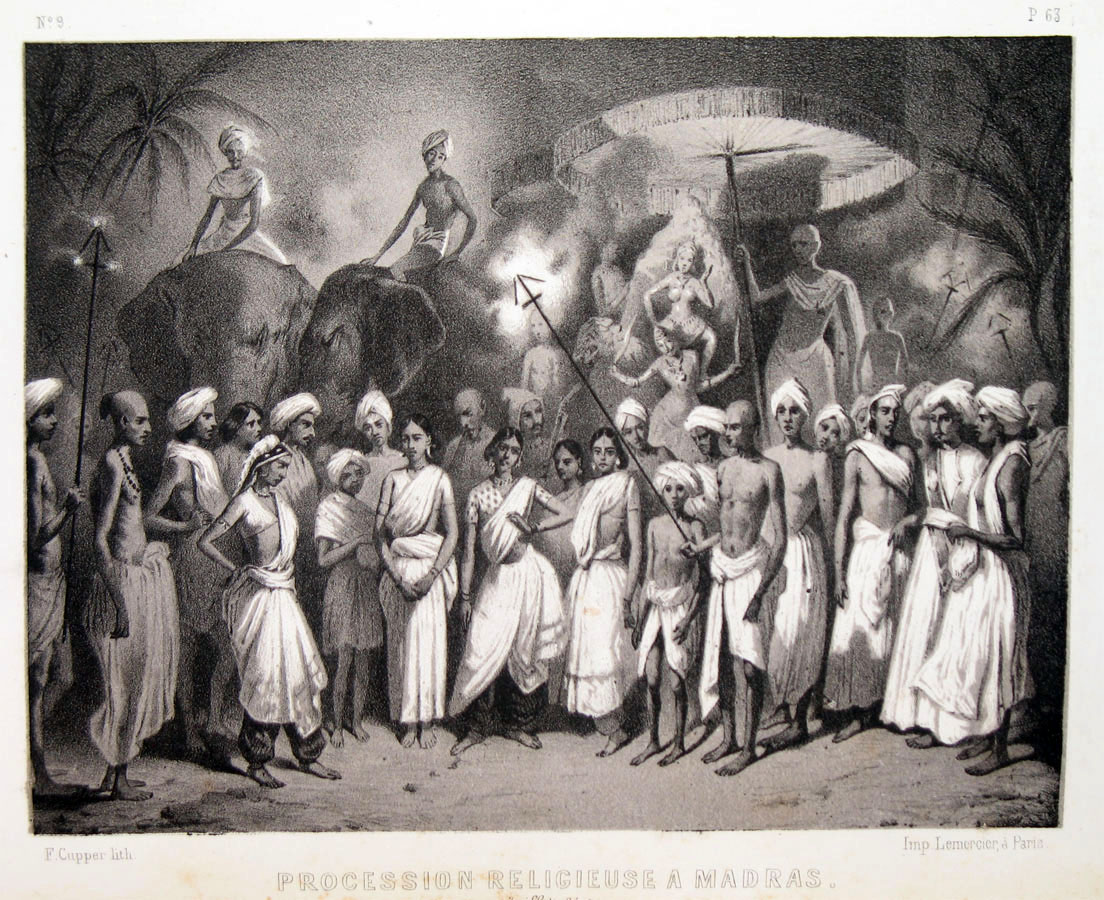
Processione religiosa a Madras, 1848, Lettres sur l’Inde, Paris, Amyot
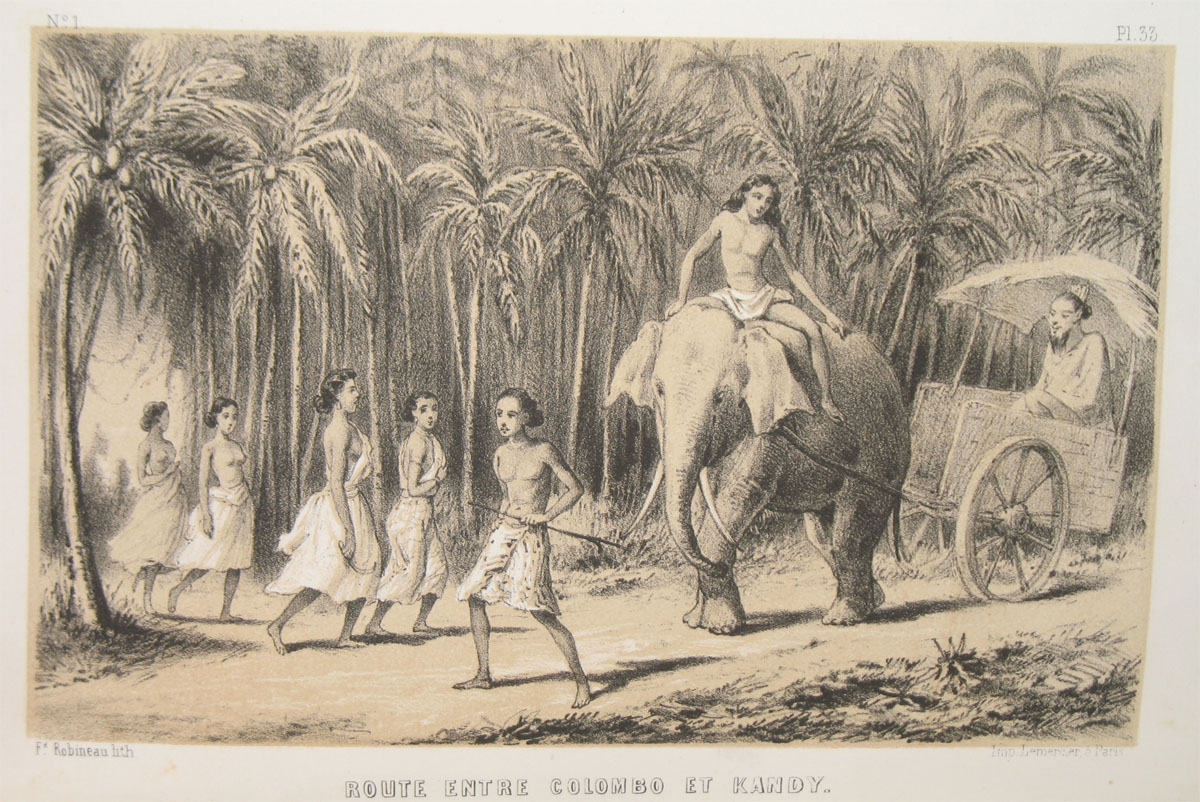
Sulla strada tra Colombo e Kandy, 1848, Lettres sur l’Inde, Paris, Amyot